# Rune Tangen
Rune Tangen (Moss, 16 dicembre 1964) è un allenatore di calcio ed ex calciatore norvegese, di ruolo difensore. Attualmente guida l'Ekholt.

## Palmarès

### Giocatore

#### Competizioni nazionali
- Campionato norvegese: 4

Moss: 1987
Rosenborg: 1992, 1993, 1994
- Coppa di Norvegia: 2

Moss: 1983
Rosenborg: 1992